# Destination X 2010
Destination X 2010 è stata la sesta edizione del pay-per-view prodotto dalla Total Nonstop Action Wrestling (TNA). L'evento si è svolto il 21 marzo 2010 nella IMPACT! Zone di Orlando in Florida.

## Risultati
| # | Risultati | Stipulazioni                                                                                       | Durata |
| - | --- | -------------------------------------------------------------------------------------------------- | ------ |
| 1 | Kazarian ha sconfitto Amazing Red, Brian Kendrick e Daniels                                                  | Ladder match per determinare il Number One Contender al titolo TNA X Division Championship         | 13:38  |
| 2 | Tara (c) ha sconfitto Daffney                                                                                | Single match per il titolo TNA Women's Knockout Championship                                       | 06:42  |
| 3 | Rob Terry (c) ha sconfitto Magnus                                                                            | Single match per il titolo TNA Global Championship                                                 | 01:23  |
| 4 | The Motor City Machine Guns (Alex Shelley e Chris Sabin) hanno sconfitto Generation Me (Jeremy and Max Buck) | Ultimate X match per determinare il Number One Contender al titolo TNA World Tag Team Championship | 12:03  |
| 5 | The Band (Scott Hall e Syxx-Pac ha sconfitto Kevin Nash e Eric Young                                         | Tag team match. Vincendo, Scott Hall e Syxx-Pac ricevettero un contratto con la TNA.               | 07:56  |
| 6 | Doug Williams (c) ha sconfitto Shannon Moore                                                                 | Single match per il titolo TNA X Division Championship                                             | 06:19  |
| 7 | Matt Morgan ed Hernandez (c) hanno sconfitto Beer Money, Inc. (James Storm e Robert Roode)                   | Tag team match per i titoli TNA World Tag Team Championship                                        | 11:22  |
| 8 | Kurt Angle ha sconfitto Mr. Anderson per sottomissione                                                       | Single match                                                                                       | 17:36  |
| 9 | A.J. Styles (c) (con Ric Flair e Chelsea) vs. Abyss finì in No contest                                       | Single match per il titolo TNA World Heavyweight Championship                                      | 14:56  |
|   | (c) è riferito al campione in carica al momento dell'inizio del match.                                       | |        |